# Harag György Társulat
A Harag György Társulat a Szatmárnémeti Északi Színház 1953-ban alapított magyar társulata. Egyike Erdély 10 állandó hivatásos nagyszínházi társulatának (alapításának idejét tekintve az ötödik).

## Története[1][2][3]

### Alapítása
A társulatot 1953-ban, Nagybányán alapította a kolozsvári Zenei és Színművészeti Akadémia végzős évfolyama, Harag György vezetésével.
Az alapítók nemzedékéhez olyan kiváló színészek tartoztak, akik később az erdélyi magyar színjátszás meghatározó alakjaivá váltak (sokuk Kolozsváron és más erdélyi városokban is vezető színész lett a későbbiekben).
Közéjük tartozott Csiky András, Ács Alajos, Köllő Béla, Török István, Vándor András, Elekes Emma, Soós Angéla, Nyíredi Piroska, Nagy Iza.
Ezzel az évfolyammal indult Kányádi Sándor költő is (nem fejezte be színi tanulmányait, a Bölcsészettudományi Karon tanult tovább), akivel a társulat a továbbiakban is szoros kapcsolatokat ápolt, színpadi műveit is rendszeresen bemutatták.
Az évfolyam színinövendékei 1953-ban, pályakezdésükhöz közeledve, úgy döntöttek, nem akarnak különválni és egyenként elhelyezkedni, hanem saját színházat alapítanak.
Az engedélyeztetést együtt járták ki, különböző pártirodákban, hivatalokban kilincseltek (Harag György tanúsága szerint Bukarestbe is együtt utazott fel a fiatal társulat).
Miután kijárták a szükséges engedélyeket, 1953-ban Harag Györgyöt kérték fel társulatvezető-főrendezőnek. Harag azonnal igent mondott, és csatlakozott a Nagybányán színházat alapító lelkes és összetartó fiatal színészgárdához.

### Nagybányai éveik (a Nagybányai Állami Színház magyar társulataként)
Az alapításra Nagybányán került sor, a Nagybányai Állami Színház keretében. Ez az intézmény azért is tűnt alkalmasnak az első lépések megtételére, mert itt már működő (egyelőre csak román tagozattal rendelkező) intézmény keretében kezdhették meg a szakmai munkát a művelődésszervezésben még járatlan fiatal alapítók. Később ugyanez, a kezdeti lépésekhez előnyt jelentő körülmény bizonyult hátrányosnak a szakmai továbbfejlődésük számára.
Harag György így emlékszik vissza a társulat nagybányai éveire:
"Egy tömbházban laktunk, az ajtókat nem zártuk be, egész nap együtt voltunk, csak a színháznak éltünk. Megtárgyaltuk az előadásokat, a repertoárt, a programunkat – még a családi konfliktusainkat is. Nem voltak titkaink. Sokat játszottunk, és a város imádott bennünket..."
A közönség imádata és az önálló kísérletezés, az elmélyült szakmai munka még jobban összekovácsolta a társulatot. Olyan közösség jött létre, amelyik – alapító főrendezőjük tanúsága szerint – "úgy élt, mint később a Living vagy a Grotowski-csapat".

### A Szatmárnémetibe költözés (Szatmári Állami Magyar Színház)

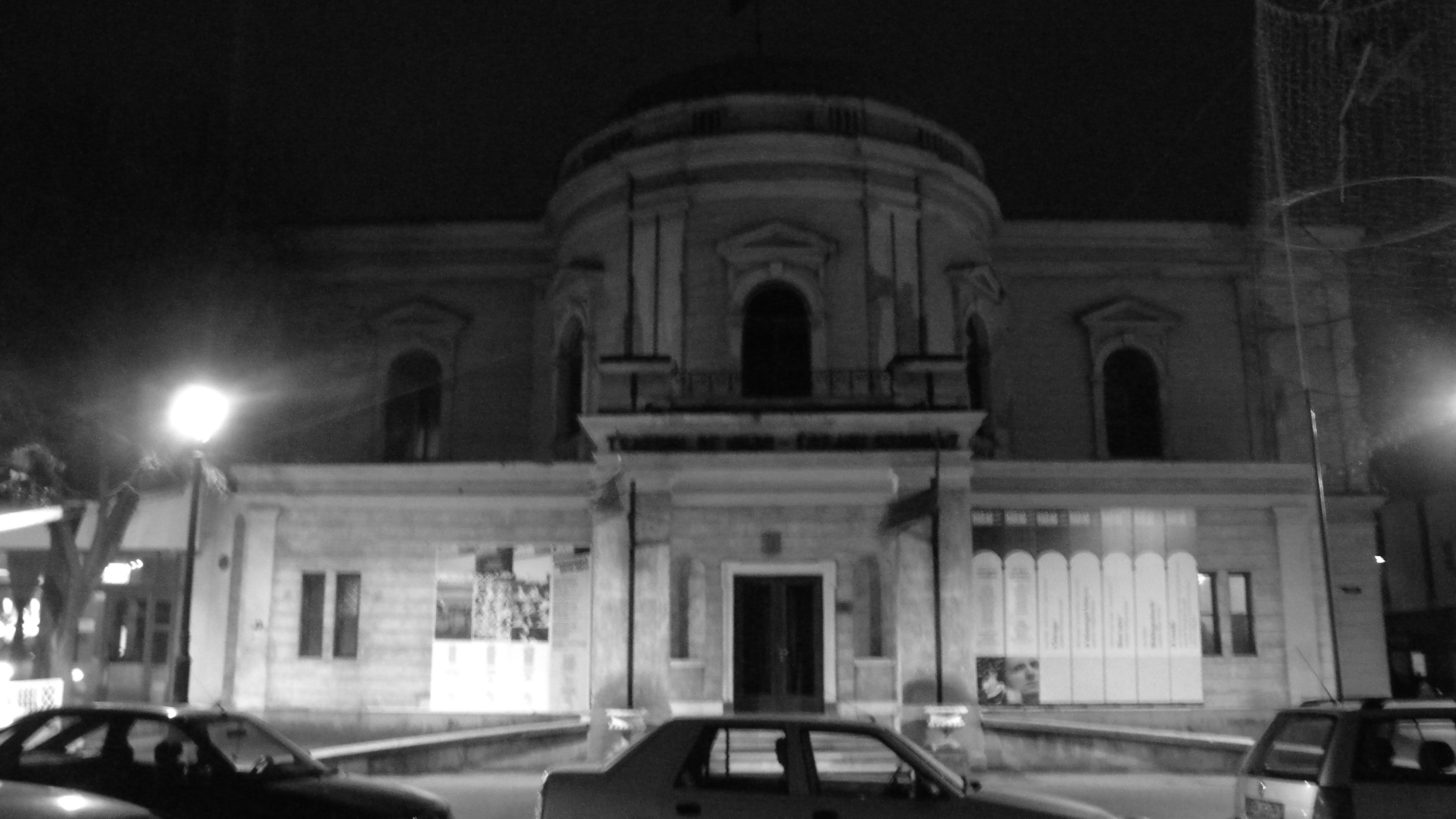
Az Északi Színház épülete éjszaka

Nagybányán, a moziteremből átalakított színházépületben, a román tagozattal összezsúfoltan, egyre nehezebbé vált szakmai továbbfejlődésük. Hamarosan felvetődött a Szatmárnémetibe való átköltözés gondolata.
Szatmárnémetiben a színjátszásnak majd' két évszázados múltja volt, mindazonáltal a második világháború miatt több mint egy évtizedre megszakadt a hivatásos színjátszás hagyománya a városban. Üresen állt egy gyönyörű, történelmi színházépület (noha a háborúban bombatalálat érte, ekkorra már rendbehozták), és egy hivatásos társulat nélküli, de komoly színházi hagyományokkal rendelkező közönségréteg, ráadásul a város összmagyarsága is nagyobb volt mint Nagybányán.
1956. szeptember 15-én a Tartományi Párt- és Végrehajtó Bizottság, elfogadva a társulat kérését, áthelyezte őket Szatmárnémetibe. 1957. április 1-ig a társulat még a Nagybányai Állami Színház szatmári magyar tagozataként működik hivatalosan.
Nehéz indulás után kezdtek csak sikereket elérni: Harag György arról számol be Négy évad mérlege című írásában, hogy a társulatot eleinte idegenkedve fogadta a szatmári közönség: mindössze hatvan-hetven ember nézte meg az előadásokat, amíg a legendás Nem élhetek muzsikaszó nélkül című előadás meg nem hozta az áttörést, és a közönséget az intézmény hű "szövetségesévé" avatta.
1957. április 1-jén válik ki hivatalosan is a szatmári társulat a nagybányai színház intézményéből. Ettől kezdve Szatmári Állami Magyar Színház néven működik az intézmény, a román társulat megalakulásáig (11 éven keresztül).

### Szatmári éveik a rendszerváltozásig (Az Északi Színház magyar tagozataként)

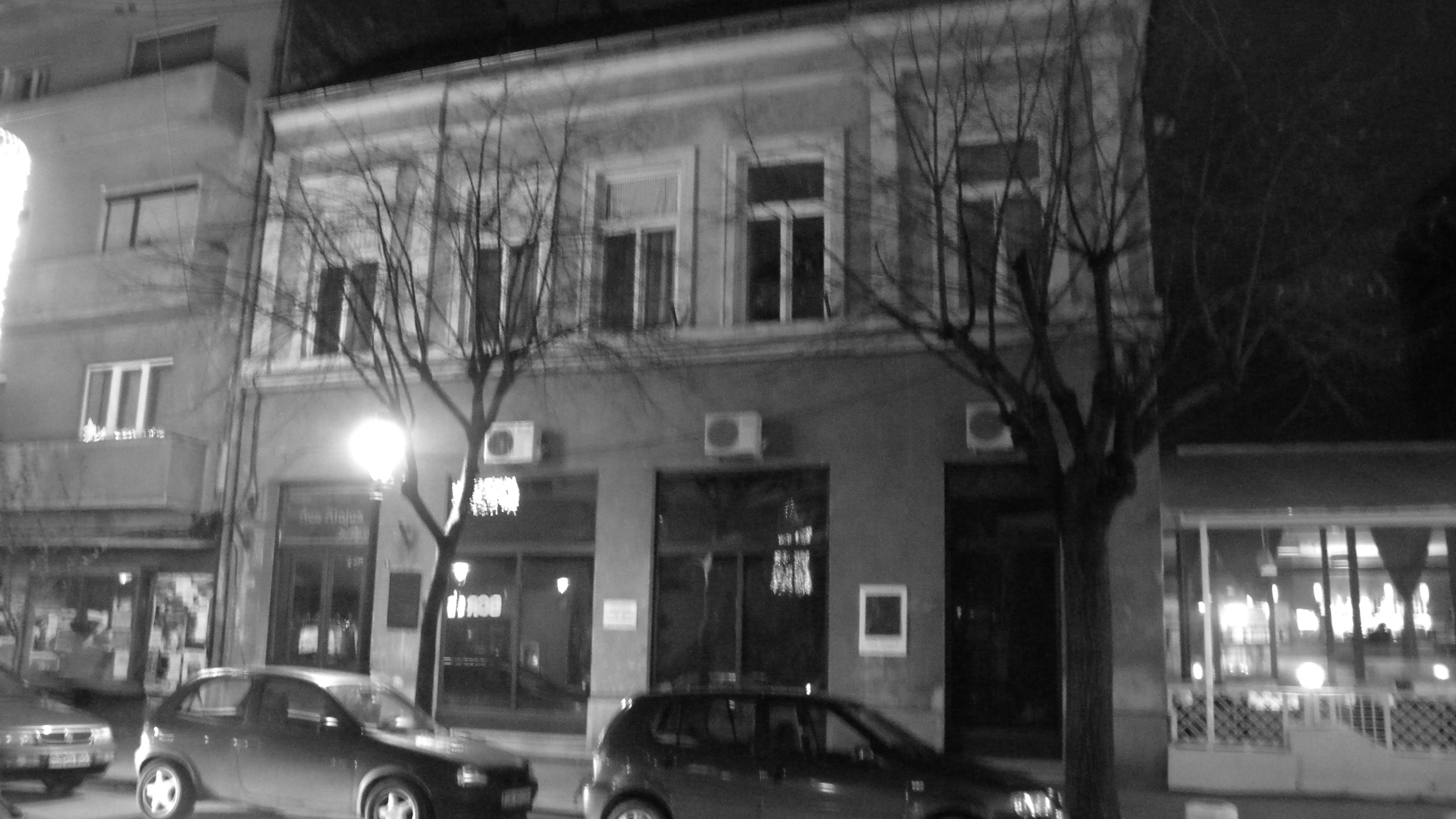
Az Ács Alajos Játékszín

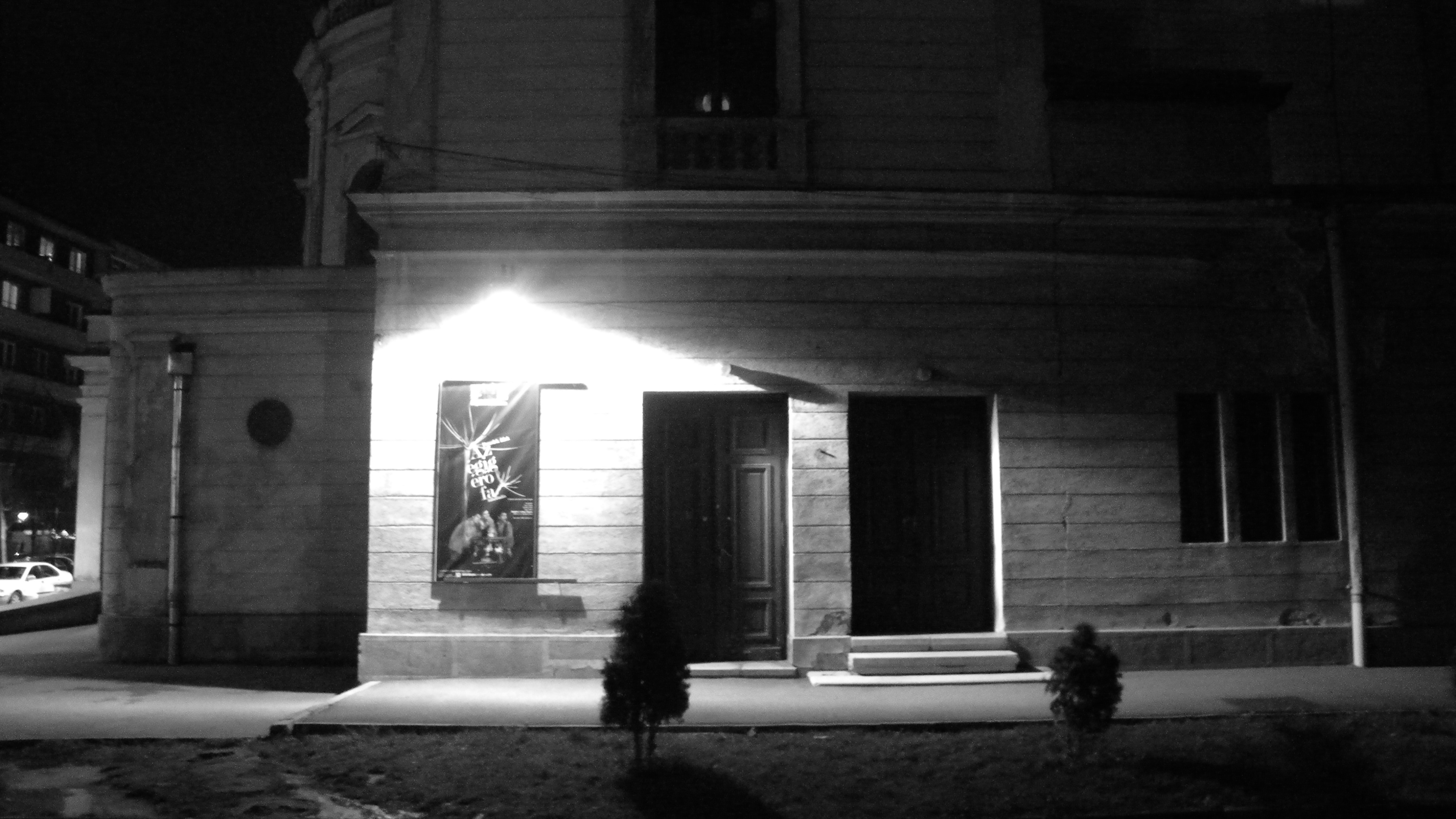
A Brighella Bábszínház bejárata, a színházépület jobb oldalán

Szatmáron hamar pezsgő színházi műhellyé vált a társulat. Hőskorában a legjobb romániai magyar társulatok sorában tartották számon, a vásárhelyi és kolozsvári társulatok mellett.
Harag György 1960-ig állt a társulat élén. Olyan nagysikerű előadások születtek ebben az időszakban, mint a híres Romeo és Júliájuk, a Hamlet, az Amerikai tragédia, az Anna Frank naplója, stb...
1960 után is jelentős művészeti vezetői voltak a társulatnak. Több éven át igazgatta Csiky András és Ács Alajos is (mindketten alapító színészei a társulatnak, akik Harag Györgytől tanulták a színházi intézményvezetést). Olyan jelentős alkotók erősítették a társulatot, mint Kovács Ferenc, a színház irodalmi titkára, rendezője (Kovács András Ferenc költő édesapja), vagy Kovács Ádám rendező. A színészgárdához is új alkotók csatlakoztak, már a kezdeti időszakban, Harag vezetése alatt is (közéjük tartozott Nádai István, András Gyula, a hatvanas évek elején pedig Boér Ferenc is).
Csíky András és Ács Alajos igazgatása alatt tovább bővült a társulat. Ezekben az években csatlakozott a társulathoz a rendkívül sokoldalú és kiemelkedően népszerű színész-rendező, Kisfalussy Bálint (később a budapesti Új Színház színésze), a későbbi vezető színész (majd igazgató), Czintos József, továbbá Tóth Páll Miklós színész, rendező, Kovács Éva, Méhes Kati, Szugyiczky István és Bokor Ildikó is (később a debreceni Csokonai Színház, a budapesti Nemzeti Színház/Pesti Magyar Színház színésznője).
A hetvenes évek végén és a nyolcvanas évek elején csatlakozik a társulathoz Fülöp Zoltán színész (ma a Csíki Játékszín művésze), Parászka Miklós színész (később rendező, igazgató) és Bessenyei István színész is (a társulat jelenlegi igazgatója), a nyolcvanas évek végén pedig Barta Enikő színésznő.
Parászka Miklós igazgatása alatt, a kilencvenes évek elején csatlakozik a társulathoz a már ekkor nagy nevű kolozsvári színésznő, Lőrincz Ágnes, évekig a társulat vezető színésznője, későbbi művészeti igazgatója, illetve a későbbi vezető színész, Rappert-Vencz Gábor, továbbá István István is.

### Harag György Társulat (a rendszerváltozás utáni évek)
A rendszerváltozás után veszi fel a társulat alapító vezetője, Harag György nevét. 1993-ban ünnepélyes keretek között emlékezik meg a társulat alapításának negyvenedik évfordulójáról (a nagybányai színházalapítást véve alapul). Ezt a hagyományt folytatva ünnepelték meg 2003-ban az ötvenéves évfordulót is.
A kilencvenes évek első felében új fellendülés jött a társulat történetében, majd az átmeneti visszaesés időszaka következett.

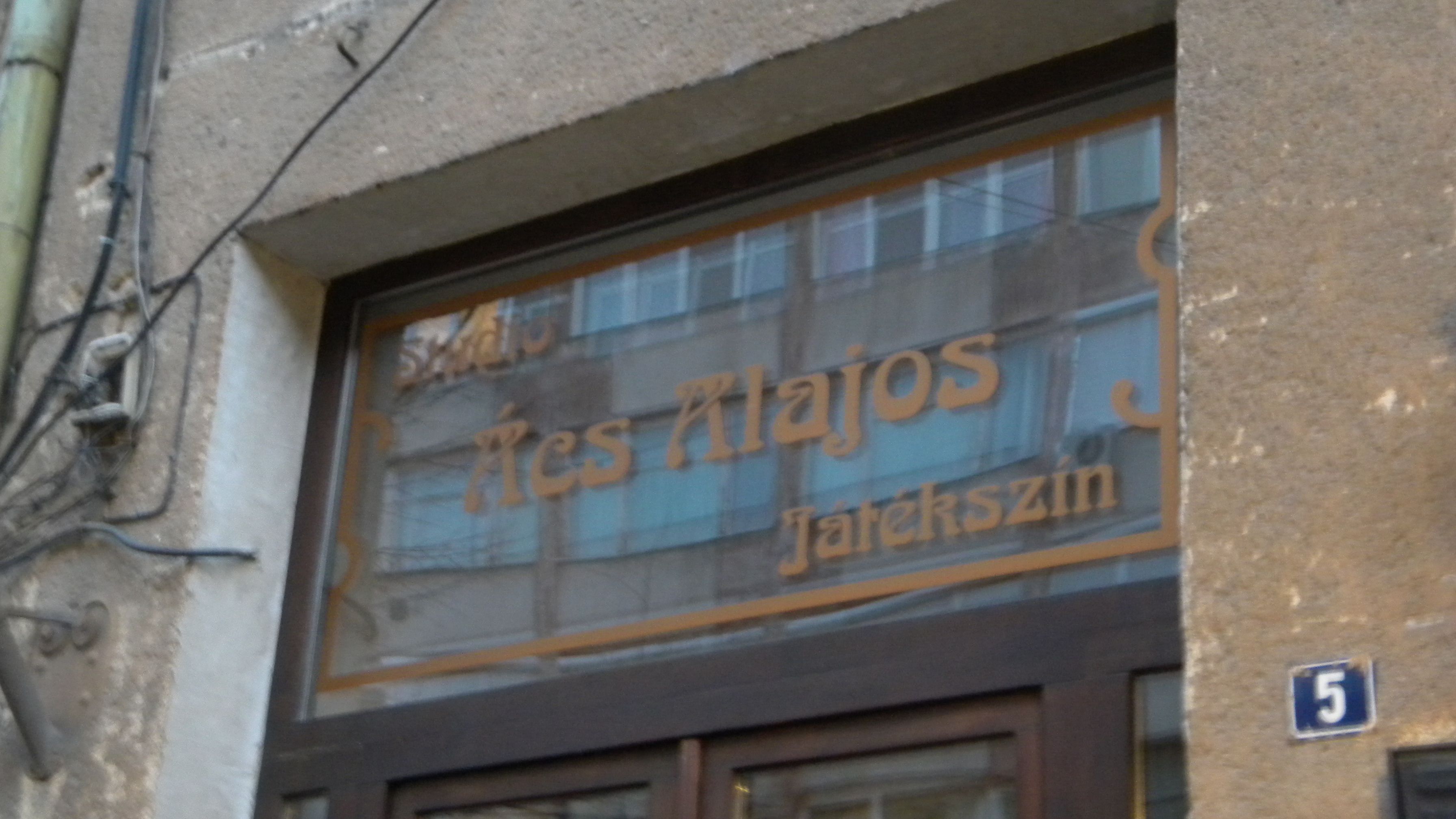
Felirat az Ács Alajos Játékszín bejárata fölött

Parászka Miklós 1987-től 2000-ig vezette a társulatot. Igazgatásához fűződik a tagozat mai nevének felvétele (a társulat 1993-ban vette fel Harag György nevét), illetve a szatmári színjátszást támogató Proscenium Alapítvány létrehozása is. Őt Lőrincz Ágnes követte az igazgatói székben 2001 és 2006 között, 2006 és 2009 között pedig Czintos József állt a társulat élén.
2009 és 2012 között a neves fiatal rendező (korábbi kolozsvári művészeti aligazgató), Keresztes Attila vezette a társulatot. Konfliktusoktól sem mentes igazgatása alatt a társulat újabb fellendülést élt meg: a bérletesek számának folyamatos növekedése mellett másfélszeresére nőtt az egy évadra eső bemutatók száma, Három nővér-rendezése pedig UNITER-jelölést is hozott a színháznak (Bíró József jelölése révén). Társulatvezetői működése során olyan jelentős vendégalkotókat vonzott a szatmári színházhoz, mint Mohácsi János, Bodolay Géza vagy Radu Afrim, de olyan fiatal rendezőknek is lehetőséget adott a nagyszínpadi bemutatkozásra, mint Albu István, Szilágyi Regina vagy Balogh Attila. Vezetése alatt a társulat számos szakmai elismerésben részesült, miközben éles kritikák is érték, mindenekelőtt a konzervatívabb közönségrétegek irányából. 2012-ben elvállalta a Marosvásárhelyi Nemzeti Színház Tompa Miklós Társulatának művészeti vezetését, és lemondott művészeti igazgatói tisztségéről (rendezőként és művészeti tanácsosként azonban továbbra is a társulat tagja maradt).
2012 júliusától új művészeti igazgató áll a társulat élén, Bessenyei István személyében.
A rendszerváltás óta olyan jelentős tagjai voltak a társulatnak mint Sebestyén Aba (később a Marosvásárhelyi Nemzeti Színház Tompa Miklós Társulatának színésze, tanársegéd a Marosvásárhelyi Művészeti Egyetemen, a Yorick Stúdió alapítója, vezetője), Nagy Dorottya (ma a Marosvásárhelyi Nemzeti Színház művésze), Márkó Eszter (ma a budapesti József Attila Színház színésznője) vagy Kató Emőke (ma a Kolozsvári Állami Magyar Színház színésznője) és férje, Szűcs Ervin (ma szintén Kolozsváron színész). Itt indult segédszínészként Bogdán Zsolt, a kolozsvári színház későbbi vezető színésze, és felesége, Csutak Réka pályája is. Szintén segédszínészként volt a társulat tagja B. Fülöp Erzsébet, későbbi kolozsvári színésznő is (ma a Marosvásárhelyi Nemzeti Színház Tompa Miklós Társulatának színésze és a Marosvásárhelyi Művészeti Egyetem oktatója). Alkalmanként itt játszottak továbbá olyan vendégművészek, mint Kovács Lajos, Hunyadi László, Senkálszky Endre, Bíró József, Galló Ernő vagy Pindroch Csaba.
A társulat alkalmazott rendezői voltak: Parászka Miklós, Márk Nagy Ágota, Csurulya Csongor, Keresztes Attila, Balogh Attila, Szilágyi Regina, alkalmazott dramaturgok: Kulcsár Edit, Bodó A. Ottó, Bessenyei Gedő István, díszlet- és jelmeztervezők: Gheorghiade Mária, Bianca Imelda Jeremias, Bodor Judit.

## A társulat vezetői alakulása óta
- 1953-1960 – Harag György
- 1960-1969 – Csiky András
- 1969-1979 – Ács Alajos
- 1979-1980 – Boér Ferenc
- 1980-1986 – nincs művészeti vezető (de facto a művészeti tanács)
- 1986-2000 – Parászka Miklós
- 2000-2006 – Lőrincz Ágnes
- 2006-2009 – Czintos József
- 2009-2012 – Keresztes Attila
- 2012-2014 – Bessenyei István
- 2014 – Bessenyei Gedő István

## A társulat tagjai, volt tagjai és vendégművészei

### A társulat művészszemélyzete (2022/2023)[7][8][9]
- Nagy Orbán vezérigazgató
- Bessenyei Gedő István művészeti igazgató, dramaturg
- Sorin Militaru rendező
- Sardar Tagirovsky rendező
- Fornvald Gréti díszlet- és jelmeztervező
- Szabó Anna díszlet- és jelmeztervező
- Manfrédi Annamária zenei vezető
- Gabriela Tănase koreográfus

### Színészek
- Bándi Johanna színész
- Bogár Barbara színész
- Bodea Gál Tibor színész
- Budizsa Evelyn
- Czintos József
- Diószegi Attila
- Frumen Gergő színész
- Gaál Gyula színész
- Gál Ágnes színész
- Keresztes Ágnes
- Kovács Éva színész
- Kovács Nikolett színész
- Laczkó Tekla színész
- László Zita színész
- Méhes Kati
- Moldován Blanka színész
- Nagy Csongor Zsolt
- Orbán Zsolt színész
- Péter Attila Zsolt színész
- Poszet Nándor színész
- Rappert-Vencz Gábor színész
- Rappert-Vencz Stella színész
- Szabó János Szilárd
- Szugyiczky István színész
- Tóth-Páll Miklós
- Varga Sándor színész
- Zákány Mihály színész

#### Bábtagozat[8][10]
- Bandura Emese bábszínész, tagozatvezető
- Nagy Regina rendező
- Bandura Tibor bábszínész
- Kófity Annamária bábszínész
- Nagy Anikó bábszínész
- Nagy Tamás bábszínész

### Örökös tagok[11]

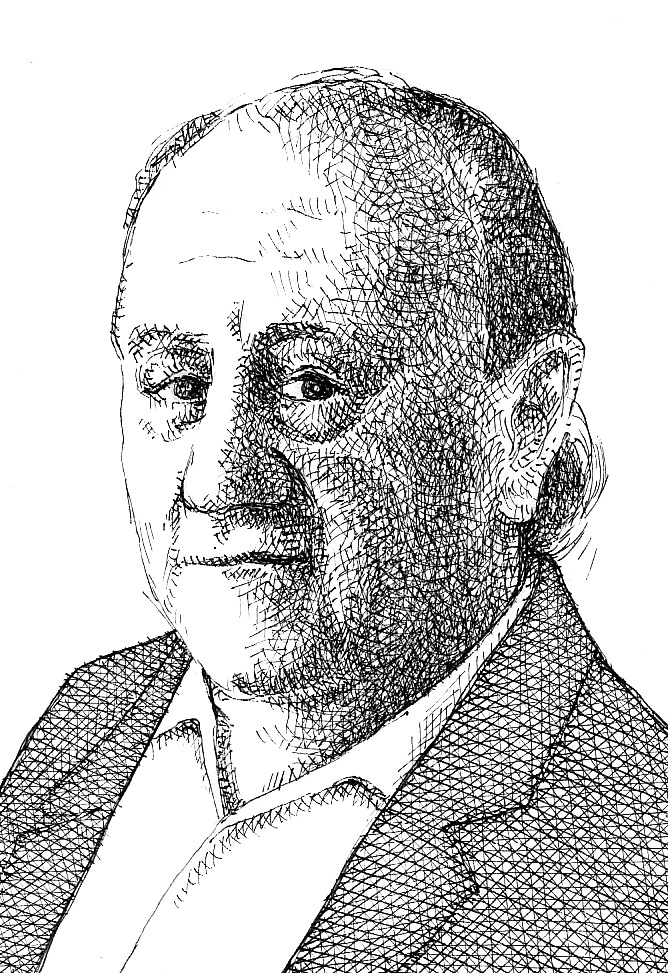
Harag György

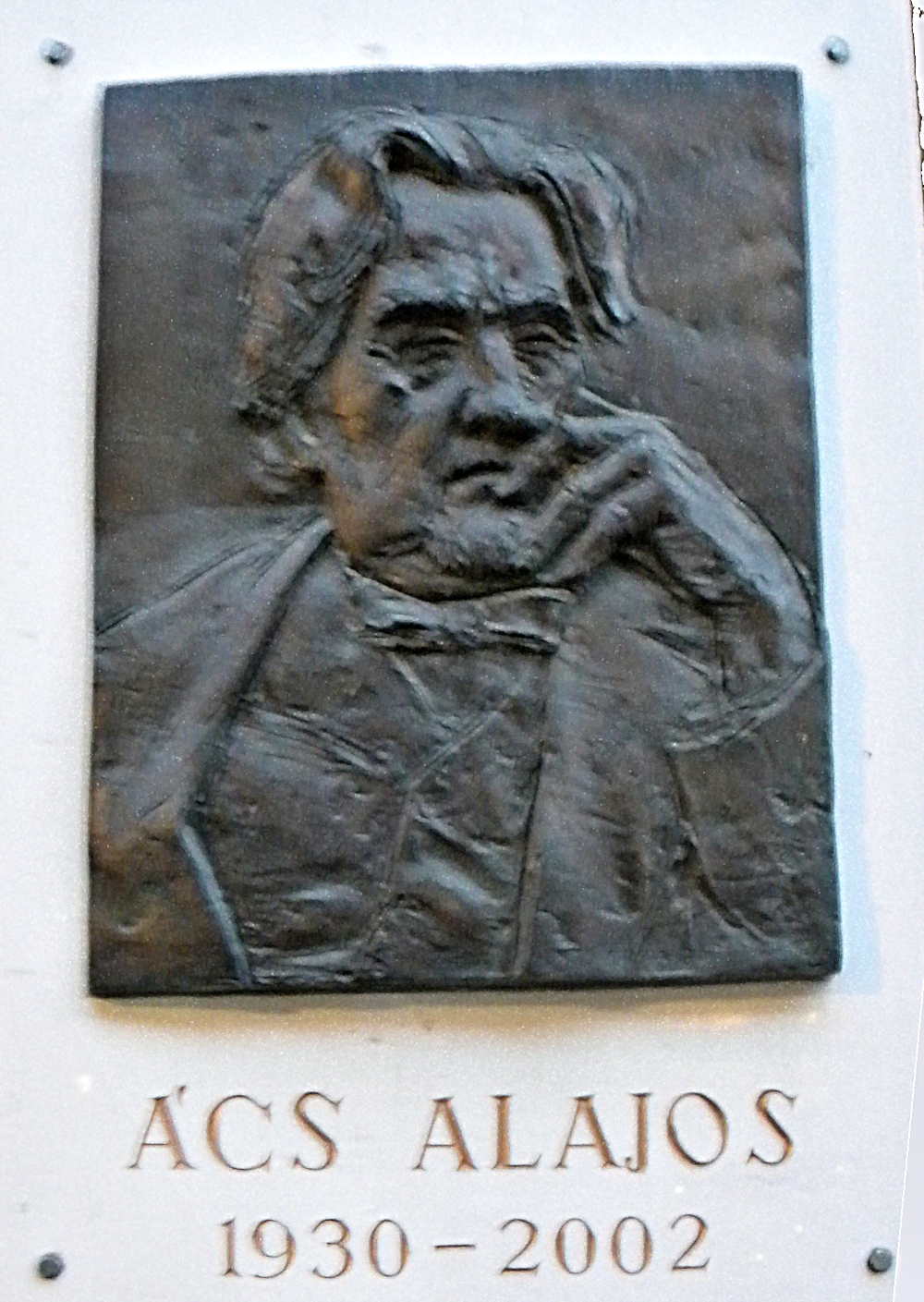
Ács Alajos emléktáblája a róla elnevezett stúdió falán

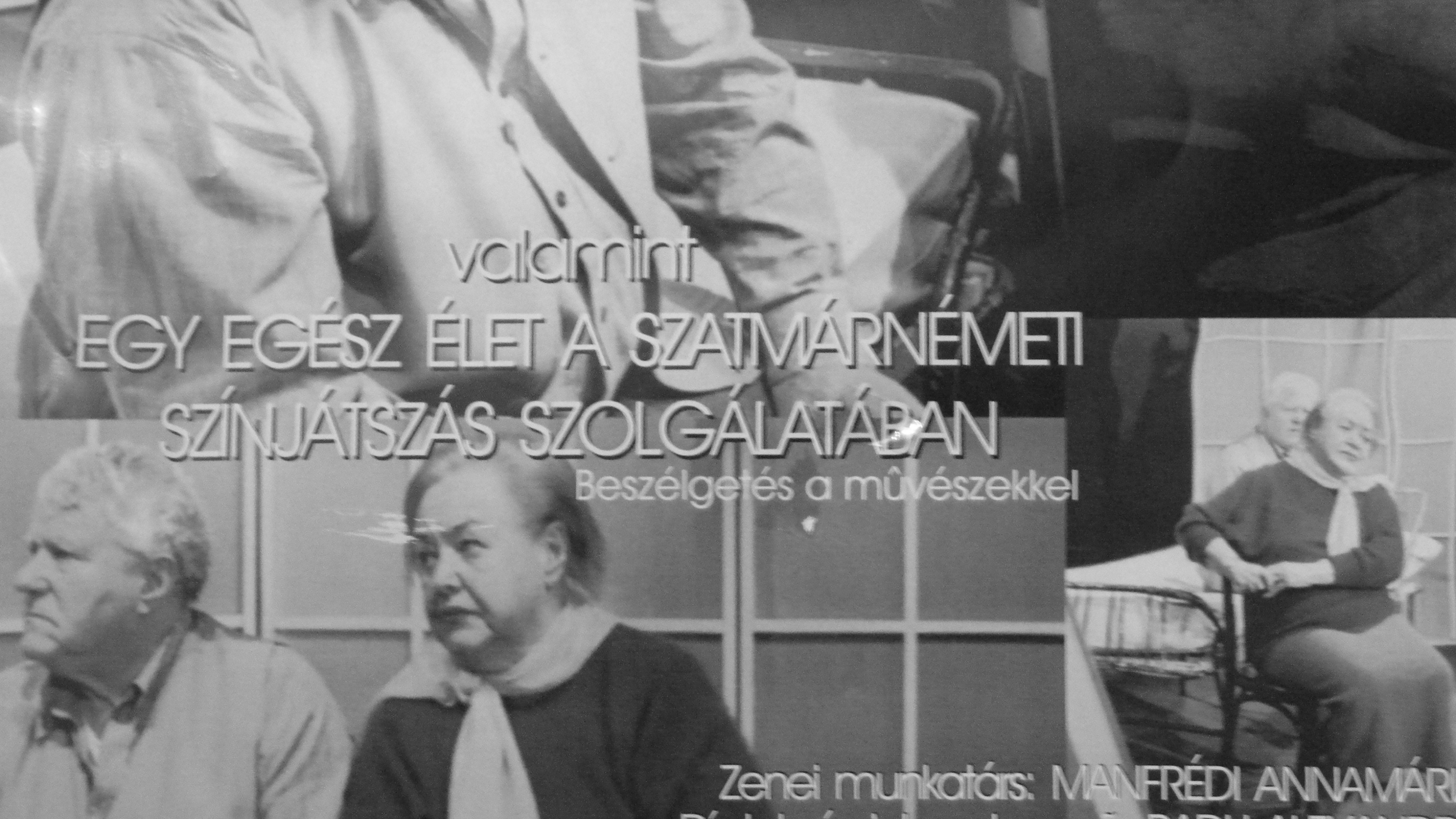
Soós Angéla és Vándor András (plakátrészlet)

2010-ben ünnepélyes keretek között örökös taggá avatták a társulat színház alapítóit (Elekes Emmát, Soós Angélát, Vándor Andrást, stb.). Posztumusz örökös tagságot adtak a társulat valamennyi már nem élő alapítójának és a később csatlakozók nagyjainak (így például Nádai Istvánnak) is, akik a Harag György Társulatnak még nem, az Északi Színháznak azonban már alapítói voltak.
Örökös tagok:
- András Gyula
- Ács Alajos
- Bán Anna
- Bartos Ede
- Cseresnyés Gyula
- Csíky András
- Deési Jenő
- Diószeghy Iván
- Elekes Emma
- Erdős I. Pál
- Farkas István
- Földesi Ilona
- Harag György
- Harasztosi Ica
- Kapáló Magda
- Kiss Imre
- Kozma Lajos
- Kovács Ferenc
- Köllő Béla
- Krasznai Paula
- Nagy Iza
- Nagy József
- Nádai István
- Nyiredi Piroska
- Soós Angéla
- Tompa Attila
- Török István
- Vándor András

2011-ben újabb öt örökös tagot avatott a társulat:
- Czintos József
- Kovács Éva
- Méhes Kati
- Szugyiczky István
- Tóth-Páll Miklós

2017-ben avatott örökös tag:
- Bessenyei István

### A társulat korábbi tagjai
András Gyula, B. Fülöp Erzsébet, Barta Enikő, Benczédi Eszter, Benczédi Sándor, Bessenyei István, Bíró József, Bodó A. Ottó, Boér Ferenc, Bogdán Zsolt, Bokor Ildikó, Csiki Orsolya, Csurulya Csongor, Csutak Réka, Fülöp Zoltán, Gajdó Delinke, Gábor László, Kató Emőke, Kisfalussy Bálint, Kovács Ádám, Kovács Éva, Kovács Ferenc, Kulcsár Edit, Kulcsár-Székely Attila, Lőrincz András Ernő, Lőrincz Erika, Márk Nagy Ágota, Márkó Eszter, Nagy Antal, Nagy Csongor Zsolt, Nagy Dorottya, Parászka Miklós, Rappert Gábor, Sebestyén Aba, Szugyiczky István, Szűcs Ervin, Tóth Páll Miklós, Diószeghy Iván Ifj.

### Rendezők

#### A társulatnál rendeztek
- Radu Afrim
- Albu István
- Ács Alajos
- Árkosi Árpád
- Balogh Attila
- Bérczes László
- Bereményi Géza
- Béres László
- Bessenyei István
- Bessenyei Gedő István
- Bodolay Géza
- Buzogány Béla
- Cristian Ioan
- Ovidiu Caiță
- Alexandre Colpacci
- Cseresnyés Gyula
- Csurulya Csongor
- Czintos József
- Farkas István
- Galló Ernő
- Georgescu Ion
- Gyöngyösi Gábor
- Harag György
- Horányi László
- Horváth Béla
- István István
- Kányádi Szilárd
- Keresztes Attila
- Kincses Elemér
- Kisfalussy Bálint
- Klein Magda
- Koncz István
- Kovács Ádám
- Kovács Ferenc
- Kovács Levente
- Kovács Éva
- Kövesdy István
- Lendvai Zoltán
- Márk Nagy Ágota
- Andrei Mihalache
- Mohácsi János
- Parászka Miklós
- Pinczés István
- Pinte Gavril
- Szilágyi Regina
- Szugyiczky István
- Tasnádi Csaba
- Taub János
- Tompa Miklós
- Tóth Páll Miklós
- Uray Péter
- Vargyas Márta
- Venczel Valentin

#### Alkalmazott rendezők
A Harag György Társulat állandó alkalmazott rendezői voltak:
- Balogh Attila
- Cseresnyés Gyula
- Csurulya Csongor
- Farkas István
- Harag György
- Keresztes Attila
- Kovács Ádám
- Kovács Ferenc
- Márk Nagy Ágota
- Sorin Militaru (jelenleg is)
- Nagy Regina (jelenleg is)
- Parászka Miklós
- Szabó József
- Vargyas Márta

### Dramaturgok
A társulat alkalmazott dramaturgjai voltak:
- Benedek Zsolt
- Bessenyei Gedő István (jelenleg is)
- Bodó A. Ottó
- Kovács Ferenc
- Kulcsár Edit

### Irodalmi és művészeti titkárok
A társulat irodalmi titkárai voltak:
- Czinzel László (jelenleg is)
- Gyöngyösi Gábor
- Kereskényi Hajnal
- Kereskényi Sándor
- Kovács Eszter
- Kovács Ferenc
- Kulcsár Edit
- Tamás Ágnes (jelenleg is)
- Végh Balázs

### Díszlet- és jelmeztervezők
Alkalmazott díszlet- és jelmeztervezők voltak:
- B. Bíró Ilona
- Bianca Imelda Ieremias
- Bodor Judit
- Cordea Aurel
- Dobre-Kóthay Judit
- Eminet János
- Fornvald Gréti (jelenleg is)
- Gheorghiade Mária
- Görgényi Gabriella
- Gyulay László
- Hári Lajos
- Huszti György
- Kemény Árpád
- Moldvay Katalin
- Paulovics László
- Slevenszky Lajos
- Szabó Anna (jelenleg is)
- Szatmári Ágnes
- Tarczy István
- Urcan Eliza

### Zenei vezetők
A társulat zenei vezetői voltak:
- Fischer Sándor
- Fornwald László
- Kostyák Attila
- Manfrédi Annamária (jelenleg is)
- Vakarcs Pál
- Budean Mihály Judit

### Koreográfusok
A társulat alkalmazott koreográfusai voltak:
- Bordás Attila (jelenleg is)
- Gabriela Tănase (jelenleg is)

### A társulatnál vendégszerepeltek
- Bíró József
- Galló Ernő
- Hatházi András
- Hunyadi László
- Kovács Lajos
- Pindroch Csaba
- Róbert Gábor
- Senkálszky Endre

## Művészeti tanács
A művészeti igazgató munkáját egy általa elnökölt, a társulat művészeiből álló művészeti tanács segíti:
Elnök:
- Bessenyei Gedő István

Tagok:
- Tóth Páll Miklós
- Rappert-Vencz Gábor
- Bandura Emese
- Gaál Gyula
- Péter Attila Zsolt

## Proscenium Alapítvány[12]
Az alapítványt Parászka Miklós igazgató, alapító elnök hozta létre, Béres Kovács József vállalkozó (alapító tag) segítségével. Alelnöke az alapítástól 2010-ig Kulcsár Edit, korábbi irodalmi titkár volt.
Célja a város és a megye színházművészetének fejlesztése, az alkotók szociális hátterének biztosítása, a fiatal színészek támogatása, színházi témájú kiadványok nyomtatása, kiadása, terjesztése, a kiemelkedő jelentőségű előadások anyagi támogatása. Elnöke 2019-től Bessenyei Gedő István művészeti igazgató.
- A kuratórium tagjai:
  - Bessenyei Gedő István – elnök
  - Stier Péter – alelnök
  - Méhes Kati – tag
  - Nagy Orbán – tag
  - Vékony Borbála – tag

## Díjak[13]
- Veszett fejsze
  - részvétel a Pécsi Országos Színházi Találkozón (POSZT) – Pécs, 2010
- Psyché :
  - Pécs – Versszínház Fesztivál 2010. – Különdíj- Weöres Sándor: Psyché – Laczkó Tekla – Szerkesztő-rendező: Kovács Eva.
- Három nővér:
  - Szabolcs-Szatmár-Bereg megye díja – Magyar Színházak XXII. Kisvárdai Fesztiválja – Kisvárda, 2010
  - Duna Tv felvétel – 2010.
  - Bíró József – Uniter-díj jelölés legjobb férfi mellékszerep kategóriában – 2010
  - Zákány Mihály – legjobb férfi mellékszereplő díj jelölés – Atelier Fesztivál – Nagybánya, 2010
- Az ajtó
  - Lőrincz Ágnes – a legjobb színésznő díja – Határon Túli Magyar Színházak Fesztiválja, Kisvárda, 2008
- Különös történet
  - Nagy Csongor – legjobb alakítás díja – Határon Túli Magyar Színházak Fesztiválja, Kisvárda, 2007
- A Senák
  - Nagy Orbán – Kisvárdai Várszínház és Művészetek Háza díj – 2006
- Falstaff
  - Czintos József – Kisvárda város polgármestere, dr. Oláh Albert díja – Határon Túli Magyar Színházak Fesztiválja, Kisvárda – 2004
- Portugál
  - Márkó Eszter – Kisvárda város polgármestere, dr. Oláh Albert díja – Határon Túli Magyar Színházak Fesztiválja, Kisvárda – 2003
  - Márkó Eszter -legjobb női alakítás díja – V. Kisebbségi Színházak Kollokviuma, Gyergyószentmiklós, 2003
- Czintos József
  - Jászai Mari-díj, 2001.
  - az EMKE Kovács György díja, 1995.
- Lőrincz Ágnes
  - az EMKE Poór Lili díja, 1997
- Méhes Kati
  - az EMKE Poór Lili díja, 2001
- Rappert Gábor
  - az EMKE Kovács György díja, 2006
- Kovács Éva
  - az EMKE Poór Lili díja, 2008